# Bergheim
Bergheim es una comuna francesa, situada en el departamento de Alto Rin, en la región  de Alsacia.

## Demografía
| 1708 | 1753 | 1703 | 1774 | 1802 | 1830 |
| Para los censos de 1962 a 1999 la población legal corresponde a la población sin duplicidades (Fuente: INSEE [Consultar]) |      |      |      |      |      |

## Patrimonio
- Murallas (siglos XIV - XV)
- Ayuntamiento, edificio de 1767
- ejemplar de Tilo del  siglo XIV

## Personajes célebres
- Martin Drolling (1752 – 1817). Pintor y artista decorador, consejero de las manufactura de porcelana porclaine de Sèvres.